# سیب فیلی
سیب فیلی (نام علمی: Dillenia indica) نام یک گونه از رده دولپه‌ای‌ها است.